# Membrana interdigital

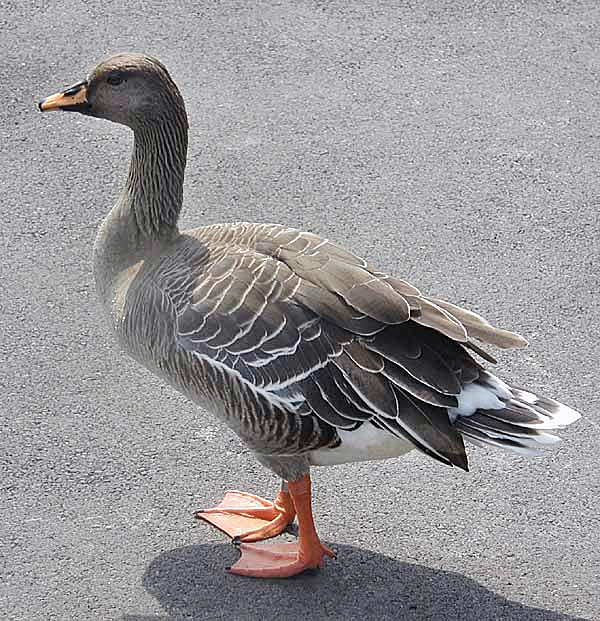
Os três dedos anteriores deste pato (Anser fabalis) são unidos por uma membrana interdigital

Na zoologia, a membrana interdigital ou membrana natatória é o tecido que une os dedos de alguns animais, em especial aves aquáticas e anfíbios, que desempenha uma função análoga da barbatana, permitindo a sua locomoção na água. Em termos latos, esta estrutura pode referir-se mesmo à geralmente pequena ligação que os seres humanos têm entre os dedos, pelo que Brown, entre outros autores, em 1992, propôs uma terminologia mais precisa para identificar pegadas com membrana interdigital em espécies actuais, dividindo-a em membrana proximal, mesial e distal.